# 松本博之 (オートバイ設計者)
松本 博之（まつもと ひろゆき、1934年1月19日 - 2011年11月28日）は、日本のオートバイ技術者。
現在のカワサキモータース（川崎のオートバイ事業は会社の分離・合併によって社名が度々変更されたが、それらを合わせて以下、カワサキと表記する）の草創期を支えた歴代モデルを設計した。カワサキで最初に設計された2サイクルエンジンKB-1から開発に関わり、カワサキの事業存亡をかけたモデルB8のエンジンから車体までを設計。B8のヒットによってカワサキはオートバイ事業撤退を回避した。その後もA1、H1、H2 等歴代の2サイクルモデルの設計を指揮した他、オフ車F21M、KT250、カワサキで最高の販売数を誇ったGTO110やAR & AV50その他、4サイクルエンジンにも関与した。

## 略歴
1934年 神戸市内の時計屋に生まれる。

1952年 兵庫県立工業高等学校を卒業。

1952年 川崎産業に入社。タイプライターを担当した後、川崎機械工業の発動機部門へ移動。

1962年 カワサキで初めてエンジンから車体までを一貫して設計・製造した本格的オートバイB8を設計。

当時の川崎航空機工業オートバイ・エンジン部門は赤字が常態化し、「これが売れなければ二輪事業撤退」という条件のもと、弱冠27歳の一係員であった松本はB8の前身モデルB７の需要が多かった東北地域に自ら出向き、ディーラーからの聞き取り調査を敢行した。松本が機能を考え抜いて設計したB8は高い実用性を備え、モトクロスレースでの活躍によって人気を博した。このB8の好調な販売を受けてカワサキのオートバイ事業は継続されることとなった。
1966年 カワサキ初のロードスポーツモデル250A1サムライを設計。

1965年時点での国内のオートバイ市場はホンダ、スズキ、ヤマハの寡占状態となり、カワサキのシェアは2%程度にとどまり、再びオートバイ事業の存続が危ぶまれる状況となる中、一部の若手社員が活路を求めてアメリカでのディーラー直販を画策し、AKM（American Kawasaki Motorcycle）を設立した。しかし、当時のカワサキにはアメリカ市場で有効な製品がなく、唯一の望みは松本が指揮する2サイクルグループが設計したA1であった。A1は当時、世界一の性能（最高速度）を誇り、レースではハレーやトライアンフなどの大排気量車を抑えて優勝するなど、その活躍がアメリカで大きな話題となり、AKM にはA1を求める販売店が集まった。これによってカワサキのオートバイ事業は存亡の危機から一転して、アメリカでの販売網を獲得すると共に、不良在庫となっていた小排気量車をA1と抱き合わせで販売することができ、アメリカでのオートバイメーカーとしての地位を確立した。
1968年「高性能車のカワサキ」というブランドイメージを確立した名車H1マッハ IIIのエンジンを設計。

通常、オートバイ部品の中で開発に最も手間とコストがかかるクランクケースは砂型鋳物を試作し、実験や試験を積み重ねた後、修正を加えて金型を起こすところ、当時まだ一係員であった松本は自身の責任によって最初から金型を起こしてしまった。この英断によってH1はライバルとなるホンダ社のCB750FOURより早く発売され、「世界一速いオートバイ」として欧州車が支配的であった大排気量車の市場を席捲した。
1973年 H2の後継機として水冷スクエア4エンジンのニューHを開発。

ニューH（開発コードナンバー0280）はエンジンレイアウトをスクエア4とすることで、前面投影積を小さくして空力特性を高め、H2を超える究極のザッパー（風を切って走る加速に優れた高速車）を目指して開発された。当時強化されたアメリカの排ガス及び騒音の規制を2サイクル車でクリアすることは不可能とされたが、これまでも不可能といわれたプロジェクトを何度も成功させてきた松本は、水冷、燃料噴射、フルトランジスタ点火など最先端の技術を採用し、全ての規制をクリアする覚悟であったが、エンジン設計を託した愛弟子の事故を受けて松本は開発の打ち切りを宣言し、究極のザッパーは幻となった。

## 人物
松本は自身が熱烈なオートバイ好きであり、マッハIII開発当時、同僚の種子島経に仕事が楽しくて仕方がないと語っていたという。松本の強い個性の一つとして、物事を深く考え抜くという性格が挙げられる。部下からの質問を何日間もジッと考え続け、数日経って部下が質問をしたことすら忘れた頃に解決法を閃いたというエピソードもあり、驚異的に粘り強い思考力を持っており、カワサキ引退後も関連会社の製品開発に関与したほか、オートバイのファンクラブに招待された際には、ファンからの質問のほぼ全てに即答するなど、その思考力、記憶力は晩年まで冴え渡っていた。

マッハIII開発当時は一係員であったが、カワサキ内では2サイクルエンジン設計で一番の経験者であり、2サイクル開発チームを実質的に指揮する立場であった。松本の若手への指導は厳しく、不適切だと判断した設計に対しては徹底的に修正を指示する厳しさから、設計の鬼として恐れられる一面もあったが、人柄は温厚な性格であり、大変な努力家で2サイクルエンジン設計に対して誰よりも豊富な知識を持ち、技術部から提示された開発方針や数値目標を纏め、図面を起こすことにかけて天才的な職人であったと評価されている。
また、松本は2サイクルグループをよく指揮し、協力会社との調整に自ら出向くなど、リーダーシップや折衝能力に長けていた。

オートバイの設計者として一部で熱狂的なファンがおり、A1以前のオートバイは松本がほぼ一人で造ってしまったという見方もあるが、当時の開発メンバーによれば、松本の上流工程には明確な設計方針を示す技術部、下流工程には個々の要素を具体的な形にする設計チームがおり、その中の誰一人として欠けていた場合は、今日のカワサキはあり得なかったであろうと思われるほど松本の周りには極めて優秀な人材が揃っていた。そうした関係者全員が一体となって情熱を燃やした結果が今日、名車と呼ばれるオートバイに結実したものとの見方であり、「マッハIIIを開発していた頃の2サイクルグループは雰囲気がとても良く、チームの雰囲気が良い時にこそ、良い車が生まれる」と語っている。

## 代表作
- 125 B8
- 250 A1サムライ
- 350 A7 アヴェンジャー
- 500 H1 マッハIII
- 750 H2 マッハIV
- H2R
- F5 250TR
- F9 350TR
- AR50/80
- AV50
- F21M
- KT250